# Hyphomycetes

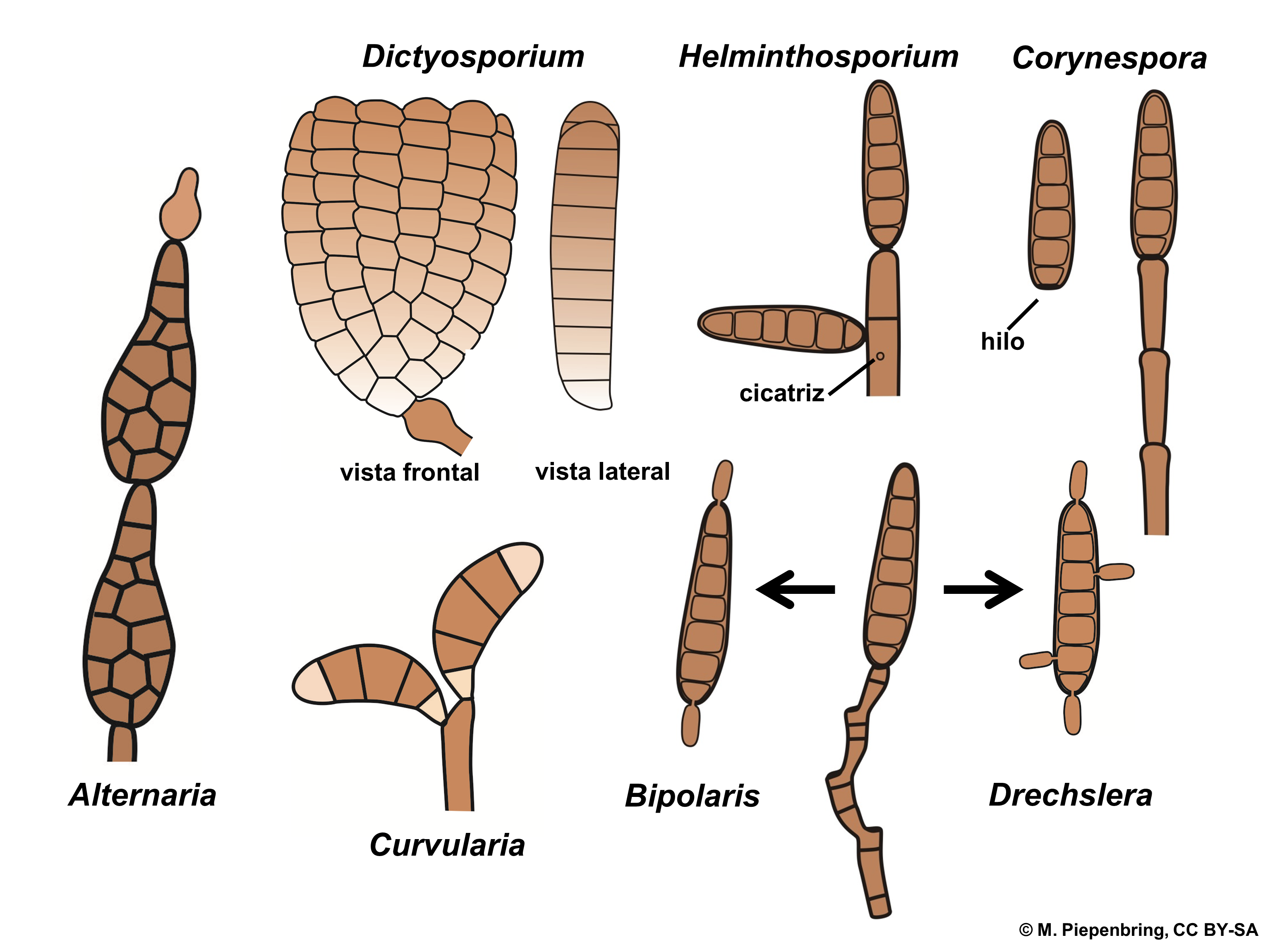
Konidia niektórych rodzajów Hyphomystees

Hyphomycetes (strzępczaki) – utworzona przez Eliasa Friesa w 1821 roku grupa grzybów, u której zaobserwowano tylko rozmnażanie bezpłciowe. Hyphomycetes charakteryzują się tym, że ich zarodniki konidialne wytwarzane są na niczym nieosłoniętych konidioforach (trzonkach konidialnych). Konidiofory te mogą tworzyć się pojedynczo, mogą występować pęczkami lub tworzyć sporodochia lub synnemy.
W miarę postępu badań mykologicznych na początku XX wieku stało się jasne, że wiele gatunków bezpłciowych grzybów w istocie tworzy formy płciowe, które zostały sklasyfikowane jako odrębne gatunki. Oznaczało to, że ten sam takson istniał pod dwoma różnymi nazwami. Istniała więc odrębna klasyfikacja form bezpłciowych (tzw. anamorf) i form płciowych (tzw. teleomorf). Dopiero w 2012 r. postanowiono zlikwidować to podwójne nazewnictwo i od tego czasu gatunki grzybów mają jedną tylko nazwę pochodząca od jednej z form, druga zaś została uznana za synonim.
We współczesnych klasyfikacjach grzybów takson Hyphomycetes nie istnieje. Jest tylko nieformalna grupa hyphomycetes grupująca grzyby według pewnych cech morfologicznych, a dokładniej według:
- cech zarodnikowania konidialnego (cech konidiomów),
- typu konidiogenezy,
- morfologi konidiów[3].

Pozostałe grupy tych grzybów to agonomycetes, coelomycetes i blastomycetes.